# Lassonde Industries
Lassonde Industries Inc. (TSX: LAS.A

) er en canadisk agro-fødevarevirksomhed, der er baseret i Rougemont, Québec. 
Lassonde Industries Inc. har flere datterselskaber, her i blandt  Sun-Rype Products Ltd. og Old Orchard Brands.